# Michael Hashim
Michael Hashim (Geneva (New York), 9 april 1956) is een Amerikaanse jazzsaxofonist en -componist.

## Biografie
Hashim is als student saxofoon gaan studeren. Hij studeerde aan het Hobart College, waar hij in 1973/1974 zijn eigen trio vormde met Phil Flanigan en Chris Flory. In 1974 nam hij deel aan de Creative Musicians' Workshop, waar hij werkte met avant-garde jazz- en postbopmuzikanten als Dave Holland, Lee Konitz, Leroy Jenkins en Milford Graves. Van 1976 tot 1992 was hij dirigent van het Widespread Depression Orchestra, dat aanvankelijk opereerde vanuit Providence (Rhode Island), waar hij vanaf 1975 woonde. Later vestigde hij zich in New York en volgde hij lessen bij Jimmy Lyons, Andy McGhee en Phil Woods. Hashim werkte ook met een aantal bluesmuzikanten, waaronder Muddy Waters (1976), Sonny Greer (1878) en Clarence Gatemouth Brown (1986). Sinds 1979 leidt hij zijn eigen kwartet en werkte hij enkele jaren samen met pianist Mike LeDonne. Samen met pianist Jimmy Rowles nam hij The Peacocks (voor het label Stash) op in 1983. In 1992 was Hashim lid van de eerste Amerikaanse band die sinds 1949 naar China reisde. Momenteel (2019) speelt hij met Phillip Johnston & The Silent Six.
Hashim werkte ook als componist voor film-, tv- en dansvoorstellingen. Sinds het begin van de jaren 1990 heeft hij een aantal albums opgenomen voor de labels Stash, 33 en Hep. Naast LeDonne heeft hij gewerkt met Claudio Roditi, David Newton, Dennis Irwin en Peter Washington. Hashim wordt door Richard Cook en Brian Morton beschouwd als een moderne repertoirespeler van de klassieke jazz en zijn standards, zoals Billy Strayhorn (Multicoloured Blue) en Kurt Weill interpretaties (Green Up Time). Qua stijl richt hij zich op de grote swingsaxofonisten zoals Johnny Hodges en Benny Carter.

## Discografie
Als Leader
- 1990: Lotus Blossom (Stash)
- 1991: A Blue Streak (Stash)
- 1992: Guys and Dolls (Stash)
- 1994: Transatlantic Airs (33 Records)
- 1996: Keep s Song in Your Soul (Hep)
- 1998: Multicoloured Blue (Hep)
- 2001: Green Up Time (Hep)

Met het Whitespread Depression Orchestra
- 1979/1980: Downtown Uproar / Boogie in the Barnyard (Stash)
- 1981: Time to Jump and Shout (Stash)